# زازي بيتز
زازي أوليفيا بيتز (تُلفظ بالألمانية: [zaˈsiː ˈbeːts]; هي ممثلة ألمانية أمريكية ولدت في 25 مايو 1991). ذاع صيتها بعد أن لعبت دور فانيسا «فان» كيفر على مسلسل شبكة إف إكس  أتلانتا  ، كما ترشحت لجائزة إيمي لأفضل ممثلة مساعدة في مسلسل كوميدي. وظهرت أيضا في مسلسل شبكة نيتفليكس  سهل . و لعبت أيضا دور دومينو في فيلم ديدبول 2.

## الحياة الشخصية
زازي تقيم في هارلم عندما تعمل في مدينة نيويورك.

## وصلات خارجية
- زازي بيتز على موقع IMDb (الإنجليزية)
- زازي بيتز على موقع روتن توميتوز (الإنجليزية)
- زازي بيتز على موقع ألو سيني (الفرنسية)
- زازي بيتز على موقع قاعدة بيانات الفيلم (الإنجليزية)
- الموقع الرسمي
- Zazie Beetz على IMDb